# Ordrup Krat Batteri
Ordrup Krat Batteri, bestående af Østre og Vestre Ordrup Krat Batteri, opførtes 1887-1888 som en del af Københavns befæstning.
Østre Ordrup Krat Batteri, der nu ligger på Galopbanens område, skulle flankere oversvømmelsen sammen med det nu tilkastede Vestre Ordrup Krat Batteri. Dette var nødvendigt, idet oversvømmelsen her var forholdsvis smal.
Batterierne var konstruerede som dobbeltkaponierer, der kunne flankere til begge sider. De var udrustet med kraftigt skyts og projektører.
Begge batterier var anlagt ved sydenden af nogle af de dæmninger, som skulle regulere vandstanden i oversvømmelsen. Da batterierne kun kunne skyde på langs af oversvømmelsen, havde man i den jorddækkede nordside indbygget korte skyttegrave med betonstøbte underlag til transportable pansertårne med 53 mm hurtigskydende kanoner til direkte beskydning af dæmningerne. Disse pansertårne var konstrueret hos Gruson Werke i Magdeburg under navnet Fahr Panzer.
Mellem batterierne finder man to betonstøbte maskingeværstillinger (Ordrup Mitrallieuse batteri) til forstærkning af de skyttegrave, der forbandt batterierne. Mitrallieusen var et 8 mm. ti-løbet maskingevær. 
Anlægget blev opgivet i 1920. Kasematbygningen til Østre Ordrup Krat Batteri ligger på Galopbanens område under den gamle tribune. Vestre Ordrup Krat Batteri er tilkastet, bortset fra en magasinbygning og nogle tilbageværende briske til de transportable pansertårne. Af Ordrup Mitrallieuse Batteri er de betonstøbte for- og bagsider tilbage. 
- Vestre Ordrup Krat Batteri, magasin
- Østre Ordrup Krat Batteri, kassematbygning
- Brisk til transportabelt pansertårn (Fahr Panzer fra Gruson)
- Ordrup Krat Mitrallieuse batteri